# ألكسندر شيلبين
الكسندر نيكولايفيتش شيلبين (بالروسية: Алекса́ндр Никола́евич Шеле́пин) هو سياسي سوفيتي، وضابط أمن واستخبارات. ظل لفترة طويلة عضو في اللجنة المركزية للحزب الشيوعي السوفيتي، شغل منصب رئيس لجنة أمن الدولة المعروفة بالـ كي جي بي (KGB) من ديسمبر 1958 إلى نوفمبر 1961 خلفاً للجنرال إيفان سيروف. خلفه في رئاسة الـ كي جي بي فلاديمير سيميشاستني في العام 1961، غير أن تأثيره في جهاز ال كي جي بي ظل قويًا حتى 1967. في العام التالي لعزله من رئاسة الكي جي بي، عيُن نائب أول لرئيس الوزراء وعضو كامل في المكتب السياسي للحزب. تزعم مع ليونيد بريجنيف فصيل متشدد داخل الحزب الشيوعي ومعارض لسياسة الانفراج مع الغرب التي كان يريدها السكرتير العام للحزب الشيوعي ورئيس الوزراء نيكيتا خروتشوف، ونجح ذلك الفصيل بزعامة شيلبين في الإطاحة بخروتشوف في عام 1964. غير أن شيلبين تعرض لاحقًا للتهميش والإقصاء من قبل بريجنيف وجرده تدريجياً من سلطاته، وبالتالي فشل في طموحه لقيادة الاتحاد السوفيتي.

## حياته

### السنوات الأولى من حياته
وُلد شيلبين في 18 أغسطس 1918 في فورونيش لعائلة من الطبقة المتوسطة، ووالده هو نيكولاي شيلبين، مسؤول السكك الحديدية. كان طالبًا موهوبًا وذكيًا ومثقفًا. في بداية الحرب العالمية الثانية التحق بالجامعة، حيث تخرج من معهد موسكو للفلسفة والأدب، ثم نال درجة الماجستير من كلية التاريخ التابعة لجامعة موسكو. بدأ حياته السياسية عندما التحق في العام 1940 بالحزب الشيوعي السوفيتي ثم في رابطة الشبيبة الشيوعية (كمسومول) أثناء دراسته الجامعية. كان طموحًا وأعرب بالفعل في سن المراهقة عن طموحه بأن يصبح يومًا ما زعيمًا للحزب الشيوعي.

### تدرجه الوظيفي ورئاسته للكي جي بي
بعد الغزو الألماني للاتحاد السوفيتي أثناء الحرب العالمية الثانية، شارك شيلبين في تنظيم بارتيزان سوفيت (الحركة الحزبية) في منطقة موسكو. شغل خلال الفترة 1943 إلى 1952 منصب سكرتير في رابطة الشبيبة الشيوعية (كمسومول) ثم من 1952 إلى 1958 سكرتير أول (أي رئيس الرابطة). أثناء عمله في الرابطة حشد الشباب لمشاريع رئيس الوزراء نيكيتا خروتشوف الاقتصادية في آسيا الوسطى. تعين في اللجنة المركزية للحزب الشيوعي عام 1952، ورافق خروتشوف في زيارته لجمهورية الصين الشعبية في عام 1954.
بعد وفاة ستالين في عام 1953، عينه خروتشوف في البداية نائبًا لرئيس الكي جي بي إيفان سيروف، ثم خلف سيروف كرئيس للكي جي بي في 25 ديسمبر 1958 بعد محاولة الانقلاب الفاشلة على خروتشوف في عام 1957. كان الهدف من تعيينه هو جعل الكي جي بي تحت سيطرة الحزب أكثر من الوضع السابق. بعد توليه رئاسة الكي جي بي استبدل شلبين العديد من الضباط ذوي الرتب العالية بموالين للحزب وأغلبهم من كومسومول. في عام 1958 أُضيفت لشيلبين وظيفة أخرى وهي رئيسًا لقسم أجهزة الحزب الشيوعي في اللجنة المركزية.

### من الكي جي بي إلى مركز السلطة
في 13 نوفمبر 1961 تم استبداله بربيبه فلاديمير سيميشاستني، ومن ثم تعيينه سكرتيرًا للجنة المركزية من أكتوبر 1961، واحتفظ بالمنصب حتى 1967، إلى جانب عمله مسؤولاً عن المؤسسات الأمنية في الاتحاد السوفيتي. وبذلك احتفظ شيلبين بصفته سكرتيرًا في الحزب بالسيطرة على المخابرات السوفيتية، بالرغم من استبعاده من رئاسة الكي جي بي. في العام التالي لعزله من رئاسة الكي جي بي، أصبح في عام 1962 رئيسًا للجنة مراقبة الحزب، وقد منحته تلك المناصب سلطات إدارية واسعة النطاق. وفي نفس العام أيضًا تعين نائبًا لرئيس الوزراء واستمر في المنصب في حكومتي خروتشوف وأليكسي كوسيغين حتى عام 1965.

### مشاركته في الإطاحة بخرشوف وأفول نجمه السياسي
شارك شيلبين في الانقلاب الذي أطاح برئيس الوزراء خروتشوف في 14 اكتوبر 1964 من خلال اقناعه للكي جي بي بالمشاركة في الانقلاب. وكمكافئة له، تمت ترقيته في 16 نوفمبر 1964 (بعد شهر من الانقلاب)، إلى أعلى هيئة سياسية في الاتحاد السوفيتي، حيث أصبح شيلبين عضوًا كاملًا في المكتب السياسي للحزب الشيوعي للاتحاد السوفيتي واستمر في هذا المنصب حتى عام 1975، تعين بعد ذلك رئيسًا للمجلس العام لنقابات العمال السوفيتية.
بعدها بدأت قوته السياسية تتلاشى تدريجيًا وخاصة عندما رأى فيه ليونيد بريجنيف المنافس الأقوى له لقيادة الحزب. في 16 أبريل 1975، فقد منصبه كعضو في المكتب السياسي.  كما لم يعاد انتخابه حتى عضوًا في اللجنة المركزية في مؤتمر الحزب الشيوعي الخامس والعشرين الذي عقد في 1976. على إثر ذلك أُعلن أنه استقال من منصبه كرئيس لمجلس النقابات العمالية، ثم شغل منصب نائب رئيس لجنة الدولة لاتحاد الجمهوريات الاشتراكية السوفيتية للتعليم المهني حتى تقاعده في عام 1984.
توفي في 24 أكتوبر 1994 في موسكو ودفن في مقبرة نوفوديفتشي.